# ليز تشيس
ليز تشيس (بالإنجليزية: Elizabeth Chase)‏ هي لاعب هوكي الحقل زيمبابوية، ولدت في 26 أبريل 1950 في موتاري في زيمبابوي، وتوفيت في 10 مايو 2018 في جوهانسبرغ في جنوب أفريقيا.

## وصلات خارجية
- ليز تشيس على موقع الاتحاد الدولي للهوكي (الإنجليزية)
- ليز تشيس على موقع اللجنة الأولمبية الدولية (الإنجليزية)
- ليز تشيس على موقع أوليمبيديا (الإنجليزية)